# Arena Pruszków
La Arena Pruszków (en polaco: Arena Pruszków) es un velódromo en Pruszków, una localidad de Polonia. Inaugurado en 2008 como el primer velódromo cubierto de Polonia, fue sede del Campeonato Mundial de Ciclismo de pista de la UCI en 2009. Acogió el Campeonato de Pista europeo a nivel sub-23 en 2008 y el campeonatos de Europa de pista en el nivel elite de 2010. La pista es de 250 metros (820 pies) de largo y está hecha de pino siberiano. Cuenta con asientos para 1800 personas con la capacidad para instalar 1500 asientos más. Funciona además como sede de la Federación de Ciclismo de Polonia.